# Chondrilla acanthastra
Chondrilla acanthastra är en svampdjursart som beskrevs av de Laubenfels 1954. Chondrilla acanthastra ingår i släktet Chondrilla och familjen Chondrillidae.
Artens utbredningsområde är havet kring Palau. Inga underarter finns listade i Catalogue of Life.